# Фентаніл
Фентані́л (Phentanylum) — синтетичний опіоїдний анальгетик, потужний агоніст μ-опіоїдних рецепторів. Має дію у 20—40 разів сильнішу, ніж героїн, і в 100 разів сильнішу, ніж морфін. Основна клінічна користь полягає в знеболюванні хворих на рак і тих, хто одужує після болісних операцій. Фентаніл також використовується як седативний засіб.
Залежно від способу доставлення, фентаніл може діяти дуже швидко, і застосування відносно невеликої кількості може спричинити передозування.
Побічні ефекти фентанілу такі ж, як і інших наркотичних опіоїдів, включаючи звикання, сплутаність свідомості, пригнічення дихання, сонливість, нудоту, розлади зору, дискінезію, галюцинації, марення («наркотичний делірій»), анальгезію, наркотична кишкова непрохідність, ригідність м'язів, закрепи, гіпотензію, кому та смерть.

## Загальна інформація

### Фізичні властивості
Білий кристалічний порошок. Практично не розчинний у воді. Легко розчиняється у спирті.

### Хімічна назва
1-(b-фенілетил)-4[(N-пропіоніл)-феніламіно]-піперидин.

#### Брутто-формула
C22H28N2O

### Молярна маса
336,47712.

## Фармакологічні властивості
Фентаніл є синтетичним анальгетиком, похідним фенілпіперидину. За хімічною структурою частково схожий на промедол. Викликає сильну, але короткочасну (при разовому введенні) аналгезуючу дію. Після внутрішньовенного введення максимальний ефект можливий через 1—3 хвилини і триває 15—30 хвилин (при частому повторному введенні препарату можливе пролонгування його дії). Після внутрішньом'язового введення максимальний ефект настає через 3—10 хвилин.
Препарат пригнічує дихальний центр (у анальгетичних дозах), а також центри блукаючого нерва і блювотний рефлекс; підвищує тонус гладких м'язів жовчовивідних шляхів і сфінктерів, зменшує кишкову перистальтику. Т1/2 (період напіввиведення) становить 10—30 хв (для трансдермальної терапевтичної системи до 17 год після четвертої аплікації); піддається біотрансформації в печінці, нирках і кишці; виводиться в основному нирками у вигляді метаболітів.

## Застосування і дози
Застосовують головним чином для нейролептаналгезії в поєднанні з нейролептиками. Є складовою частиною комбінованого препарату таламонал. Для медикаментозної підготовки до наркозу (премедикації) фентаніл вводять у дозі 0,05—0,1 мг (1—2 мл 0,005 % розчину) внутрішньом'язово за пів години до операції. Для досягнення нейролептаналгезії попередньо вводять нейролептик, потім фентаніл з розрахунку 1 мл 0,005 % розчину на кожні 5 кг маси тіла хворого. Вводять препарат внутрішньовенно. Для ввідного наркозу можуть бути використані вдвічі менші дози фентанілу з наступним введенням зменшених доз барбітуратів або інших засобів для наркозу (комбінована індукція).
Як правило, після застосування нейролептика і фентанілу хворому вводять м'язовий релаксант, інтубують трахею і проводять допоміжну або штучну вентиляцію легенів киснем або сумішшю кисню із закисом азоту або іншими інгаляційними анестетиками в зменшених концентраціях. Для підтримки анальгезії при необхідності через кожні 10—30 хв вводять додатково по 1—3 мл 0,005 % розчину фентанілу. При операціях під місцевою анестезією фентаніл (зазвичай в комбінації з нейролептиком) може бути застосований як додатковий знеболювальний засіб. Вводять внутрішньовенно або внутрішньом'язово 0,5—1 мл 0,005 % розчину фентанілу (при необхідності введення препарату можна повторювати через кожні 20—40 хв).
Фентаніл може бути використаний для зняття гострих болів при інфаркті міокарда, стенокардії, інфаркті легені, ниркових і печінкових кольках. Вводять внутрішньом'язово або внутрішньовенно 0,5-1-2 мл 0,005 % розчину. Для цього фентаніл часто застосовують в поєднанні з нейролептичними препаратами. Ін'єкції фентанілу повторюють через 20—40 хв, а після операції через 3—6 годин. При застосуванні фентанілу, особливо при швидкому введенні в вену можливе пригнічення дихання, яке може бути усунене внутрішньовенним введенням налоксону.
При нетривалих позапорожнинних операціях, де не потрібно застосовувати м'язові релаксанти нейролептанальгезія проводиться зі збереженням спонтанного дихання, фентаніл вводять з розрахунку 1 мл 0,005 % розчину на кожні 10–20 кг маси тіла. При цьому треба стежити за адекватністю спонтанного дихання. У разі потреби потрібно проводити інтубацію трахеї та штучну вентиляцію легенів. За відсутності умов для штучної вентиляції легенів використання фентанілу для нейролептанальгезії є неприпустимою дією.
Можуть спостерігатися рухові порушення, спазми і ригідність м'язів грудної клітки і кінцівок, бронхіолоспазм, гіпотензія, синусова брадикардія. Брадикардія усувається атропіном (0,5—1 мл 0,1 % розчину). Хворим, яких лікують інсуліном, кортикостероїдами і гіпотензивними засобами, вводять препарат у менших дозах. Можливий розвиток звикання і хворобливої пристрасті до фентанілу (фізіологічна залежність).

## Як хімічна зброя
Після застосування в жовтні 2002 року російськими спецпідрозділами аерозолю отруйної речовини на основі фентанілу під час трагедії в театрі на Дубровці постало питання, чи слід вважати фентаніл і рецептури на його основі хімічною зброєю та чи може він підпадати під визначення засобів боротьби з масовими заворушеннями з точки зору Конвенції про заборону хімічної зброї.
Відповідь на це питання вперше було отримане в 2018 році, коли Наукова Рада при Організації із заборони хімічної зброї прибрала фентаніл та його похідні зі списку засобів боротьби з масовими заворушеннями (разом з рештою хімікатів, що впливають на центральну нервову систему), та остаточно в 2021 році, коли ОЗХЗ вирішила, що ті хімікати у формі аерозолів, які впливають на центральну нервову систему (подібно фентанілу та його похідним) не є засобами боротьби з масовими заворушеннями згідно з умовами Конвенції та не можуть бути використані для правоохоронної діяльності, та разом із засобами їхнього використання є хімічною зброєю.
Серед причин такого рішення названо надто вузький терапевтичний діапазон (різниця між дозою, коли настає дія речовини та летальною дозою), висока летальність деяких аналогів фентанілу (на рівні бойової отруйної речовини нервово-паралітичної дії VX) тощо.
Антидотом для отруйної речовини може служити налоксон.

## Протипоказання
Застосування фентанілу протипоказано при операції кесаревого розтину (до екстракції плоду) і при інших акушерських операціях (у зв'язку з підвищеною чутливістю дихального центру новонароджених до дії фентанілу, який пригнічує дихання), при вираженій гіпертензії в малому колі кровообігу, при пригніченні дихального центру, підвищенні внутрішньочерепного тиску, при вагітності та годуванні груддю, пневмонії, ателектазі та інфаркті легені, бронхіальній астмі, схильності до бронхіолоспазму, захворюваннях екстрапірамідної системи.

## Взаємодія з іншими препаратами
Бупренорфін знижує ефект препарату. При одночасному застосуванні з іншими препаратами, що чинять депресивний вплив на центральну нервову систему (опіатами, седативними засобами, снодійними, фенотіазинами, транквілізаторами, міорелаксантами, антигістамінними препаратами, що спричинюють седацію, алкоголем та ін.), можливе взаємне посилення побічних ефектів (пригнічення центральної нервової системи, гіповентиляція, гіпотензія та ін.). При систематичному застосуванні барбітуратів (особливо фенобарбіталу) можливе зменшення знеболювальної дії наркотичних аналгетиків. Тривале застосування барбітуратів або наркотичних аналгетиків спричинює розвиток перехресної толерантності. Бензодіазепіни подовжують вихід із нейролептаналгезії. Закис азоту посилює м'язову ригідність, антигіпертензивні засоби — гіпотензію, інгібітори моноаміноксидази підвищують ризик тяжких ускладнень.
Налоксон усуває пригнічення дихання і аналгезію, яке спричинюють наркотичні аналгетики. Налорфін усуває депресію дихання, спричинену наркотичними аналгетиками, при збереженні їх знеболювальної дії.

## Наркотичні властивості
Тривале захоплення фентанілом загрожує розвитком наркоманії, причому токсична дія цього препарату більш нищівна в порівнянні з морфіном, оскільки за своєю хімічною структурою він має мало спільних властивостей. Біологічний вплив фентанілу невиразний, на відміну від згубного впливу, який спричинює героїн, з урахуванням того, що приймаються однакові дози наркотичних препаратів, адже фентаніл в сотні разів сильніший за героїн. Анальгетик найчастіше використовується для внутрішньовенного введення, але, як і героїн, його можна викурювати чи нюхати.

## Передозування
Оскільки фентаніл має дуже високу токсичність, навіть при незначному передозуванні можливі пригнічення кашльового центру, міоз (сильне звуження зіниць), виникнення галюцинацій, зниження секреторної активності шлунка, подразнення хеморецепторів кишечника, зменшення сечовиділення, зниження основного обміну, зниження температури тіла, запаморочення, головні болі, підвищення тонусу гладкої мускулатури, бронхоспазм, спазм в сечоводах, болі при сечовипусканні, зниження поздовжньої перистальтики кишки, посилення поперечної перистальтики кишки, посилення тонусу антрального відділу шлунка, пригнічення базальної секреції, уповільнення пасажу кишкового вмісту, дискінезія товстого кишки, порушення зору, диспепсичні розлади, пошкодження слизової оболонки шлунка, ураження інтерстиціальної тканини, набряк легень, гіпоксія, брадикардія, зупинка серця, значне пригнічення дихального центру, ступор дихального центру головного мозку і зупинка дихання.
При тривалому вживанні доз фентанілу, які перевищують терапевтичні, можливий розвиток таких захворювань, як гастрит, виразка шлунку і виразка дванадцятипалої кишки. Також вживання фентанілу може спричинити пошкодження ендотелію судин печінки, пошкодження гепатоцитів і цироз печінки, що обумовлено гепатотоксичністю фентанілу.

### Запобіжні заходи
Відміну препарату проводять поступово. При використанні великих доз у виснажених і астенічних пацієнтів можливий розвиток вторинної депресії дихання, пов'язаної з виділенням фентанілу через 1—2 год після введення в просвіт шлунка і подальшою резорбцією. Застосування пластиру не рекомендується при гострих або післяопераційних болях (через неможливість підбору дози за короткий період лікування та ризику виникнення гіповентиляції) у жінок репродуктивного віку; вимагає обережності при хронічних, обструктивних захворюваннях легень (можливе пригнічення дихального центру), порушенні свідомості, комі, пухлинах мозку, брадиаритміях, печінковій і нирковій недостатності, в літньому та дитячому віці. При використанні пластиру рекомендується уникати прямого впливу зовнішніх джерел тепла (грілки, сауни, сонячні ванни тощо). Під час лікування не слід займатися потенційно небезпечними видами діяльності, що вимагають підвищеної уваги і психомоторних реакцій.

### Особливі вказівки
Неприпустимо проведення нейролептаналгезії при відсутності умов для ШВЛ.

## Зберігання
Продаж і застосування проводяться за правилами, встановленими для морфіну та інших наркотичних анальгетиків.
У зв'язку з високою активністю препарату при роботі з ним (на виробництві) необхідно дотримуватися обережності (працювати в приміщенні під тягою, в рукавичках).

## Синоніми
Сентоніл, Fentanil, Fentanylcitrat, Fentanyli citras, Fentanyl citrate, Fentanest, Haldid, Leptanal, Sentonyl, Sublimaze.
Таблетована форма (буккальна) — Фентора (Fentora).
ТТС — Дюрогезік, Фентавера.